# عقدة (رياضيات)

جدول لجميع العقد الأولية مع سبعة تقاطعات أو أقل (لا يشمل الصور المرآة).

في الرياضيات، العقدة هي تضمين لدائرة طوبولوجية S1 في الفضاء الإقليدي ثلاثي الأبعاد، R3 (المعروف أيضًا باسم E3)، والتي تعتبر حتى التشوهات المستمرة (النظائر).
أحد الاختلافات الجوهرية بين المفاهيم الرياضية القياسية والتقليدية للعقدة هو أن العقدة الرياضية مغلقة - فلا توجد نهايات لربطها أو فكها في عقدة رياضية. لا تنطبق الخصائص الفيزيائية مثل الاحتكاك والسمك أيضًا، على الرغم من وجود تعريفات رياضية للعقدة تأخذ هذه الخصائص في الاعتبار. يتم تطبيق مصطلح عقدة أيضًا على حفلات الزفاف لـ S j في Sn ، خاصة في الحالة j = n - 2. يُعرف فرع الرياضيات الذي يدرس العقد بنظرية العقدة، وله العديد من العلاقات البسيطة بنظرية الرسم البياني.